# Jardín Alpino Betty Ford
El Jardín Alpino Betty Ford o en inglés Betty Ford Alpine Gardens es el Jardín botánico de 3 hectáreas de extensión, situado a mayor altura del mundo, encontrándose a 2,460 metros (8,200 pies), en Vail, Colorado. 
Es miembro del BGCI, y presenta programas de conservación para la Agenda Internacional para la Conservación en los Jardines Botánicos. 
El código de identificación del Betty Ford Alpine Gardens como miembro del «Botanic Gardens Conservation Internacional» (BGCI), así como las siglas de su herbario es VAIL.

## Localización
Se encuentra en la carretera, a unos 8,200 pies de altitud en las Montañas Rocosas. 
Betty Ford Alpine Gardens 183 Gore Creek Drive, Vail, Eagle county Colorado, CO 81657 United States of America-Estados Unidos de América.
Planos y vistas satelitales.39°38′22.92″N 106°21′56.88″O / 39.6397000, -106.3658000
Los jardines abren diariamente al público desde el Día del Trabajo al Día de Acción de Gracias.

## Historia
Estos jardines fueron creados por los horticultores Vail y Denver en 1985, con la plantación de la exposición de plantas alpinas en (1987), el Jardín de Plantas Perennes de Montaña en (1989), el Jardín para Meditación de Montaña en (1991), y la Rocalla de Plantas Alpinas en (1999) con su imponente cascada de 36 metros de altura. 
También hay jardines temáticos enfocados a los más pequeños, el Jardín de los Niños y el Jardín del Colegio. 

## Colecciones
Las colecciones del jardín botánico alberga un número de Accesiones de plantas vivas de 2800, y el número de Taxones cultivados es de 2200.
Todos estos jardines temáticos cuentan con unas 2,000 variedades de plantas, incluyendo unas 500 variedades diferentes de plantas silvestres y plantas alpinas.